# Порыте
Порыте (пол. Poryte) — деревня в Кольненском повете Подляского воеводства Польши. Входит в состав гмины Стависки. По данным переписи 2011 года, в деревне проживало 438 человек.

## География
Деревня расположена на северо-востоке Польши, на левом берегу реки Могильна, вблизи слияния её с рекой Дзежбя, на расстоянии приблизительно 11 километров к юго-востоку от города Кольно, административного центра повета. Абсолютная высота — 128 метров над уровнем моря. Через Порыте проходит региональная автодорога .

## История
Согласно «Списку населенных мест Ломжинской губернии», в 1906 году в деревне Порыте проживало 740 человек (360 мужчин и 380 женщин). В конфессиональном отношении большинство населения деревни составляли католики (698 человек), остальные — евреи. В административном отношении деревня входила в состав гмины Стависки Кольненского уезда.
В период с 1975 по 1998 годы Порыте являлось частью Ломжинского воеводства.

## Достопримечательности
- Костёл Святого Войцеха с колокольней, первая половина XIX в.